# Bocanjevci
Bocanjevci – wieś w Chorwacji, w żupanii osijecko-barańskiej, w mieście Belišće. W 2011 roku liczyła 457 mieszkańców.